# Nauczycielskie Kolegium Języków Obcych w Legnicy
Nauczycielskie Kolegium Języków Obcych w Legnicy – polska publiczna uczelnia, która działała pod patronatem Uniwersytetu Wrocławskiego w Legnicy. Organem prowadzącym szkołę był samorząd województwa dolnośląskiego we Wrocławiu.
Uczelnia została założona w 1990 roku.

## Program dydaktyczny
Kolegium kształciło w systemie 3-letnich studiów stacjonarnych i niestacjonarnych przyszłych nauczycieli języków angielskiego, niemieckiego i francuskiego.

## Współpraca międzynarodowa
Kolegium legnickie współpracowało z placówkami o podobnym profilu w kraju i za granicą. Studenci brali udział w wyjazdach zagranicznych, które miały charakter seminariów metodycznych lub praktyk pedagogicznych. W okresie funkcjonowania kolegium, były organizowane formy wymiany międzynarodowej, w ramach których studenci sekcji niemieckiej wyjeżdżali do Oerlinghausen koło Bielefeld w Niemczech.